# Prefectura de Niigata
La prefectura de Niigata (新潟県) és a l'illa Honshū en la costa del Mar del Japó. La capital és la ciutat de Niigata. El nom Niigata significa literalment "llacuna nova".

## Ciutats
A la Prefectura de Niigata hi ha vint ciutats:
- Agano
- Gosen
- Itoigawa
- Jōetsu
- Kamo
- Kashiwazaki
- Minamiuonuma
- Mitsuke
- Murakami
- Myōkō
- Nagaoka
- Niigata (capital)Niigata ss divideix en vuit wards (-ku), Kita-ku,* Higashi-ku, Chūō-ku, Kōnan-ku, Akiha-ku, Nishi-ku, Minami-ku i Nishikan-ku.
- Ojiya
- Sado
- Sanjō
- Shibata
- Tainai
- Tōkamachi
- Tsubame
- Uonuma

## Pobles i viles
Els principals pobles i viles són:
- Higashikanbara
  - Aga
- Iwafune
  - Arakawa
  - Asahi‡
  - Awashimaura‡
  - Kamihayashi‡
  - Sanpoku‡
  - Sekikawa
- Kariwa
  - Kariwa
- Kitakanbara
  - Seirō
- Kitauonuma
  - Kawaguchi
- Minamikanbara
  - Tagami
- Minamiuonuma
  - Yuzawa
- Nakauonuma
  - Tsunan
- Nishikanbara
  - Yahiko
- Santō
  - Izumozaki

## Persones conegudes

### Política i Forces Armades
- Hachiro Arita (1884-1965), antic ministre d'Afers Estrangers del Japó, de l'illa Sado.
- Kita Ikki (1883-1937), autor nacionalista i intel·lectual, originari de l'illa Sado.
- Isoroku Yamamoto (1884-1943), antic comandant de la Marina Imperial Japonesa, originari de Nagaoka.
- Kakuei Tanaka (1918-1993), antic Primer Ministre, originari de Kashiwazaki.
- Hisashi Owada (nascut el 1932), diplomàtic i pare de la Princesa Masako, originari Shibata.
- Makiko Tanaka (nascut el 1944), primera dona en el càrrec de Ministre d'Afers Estrangers del Japó, originària de Kashiwazaki. Actualment és una política independent.

### Art i Cultura
- Ryokan (1758-1831), monjo zen budista i poeta, originari d'Izumozaki.
- Inoue Enryo (1858-1919), filòsof budista, originari de Nagaoka.
- Yaichi Aizu (1881-1956), poeta, cal·lígraf i historiador, de la ciutat de Niigata.
- Hayashi Fubo (1900-1935), novel·lista originari de l'illa Sado.
- Ango Sakaguchi (1906-1955), novel·lista i assagista, originari de la ciutat de Niigata.
- Haruo Minami (1923-2001), cantant Enka, originari de Nagaoka.
- Kimi Yanagisawa (nascut el 1948), artista mana, de Gosen.
- Yoshifumi Kondo (1950-1998), animador, de Gosen.
- Keiko Yokozawa (nascut el 1952), seiyu, de la ciutat de Niigata.
- Bin Shimada (nascut el 1954), seiyu, de la ciutat de Niigata.
- Kazuyuki Sekiguchi (nascut el 1955), baixista del grup de rock Southern All Stars, originari d'Agan.
- Yukari Nozawa (nascut el 1957), actor i seiyu.
- Rumiko Takahashi (nascut el 1957), artista manga, originari de la ciutat de Niigata.
- Shuichi Shigeno (nascut el 1958), artista manga, originari de Tokamachi.
- Makoto Kobayashi (n. 1958), artista manga, de la ciutat de Niigata.
- Motoei Shinzawa (n. 1958), artista manga, de Kashiwazaki.
- Ken Watanabe (n. 1959), actor de teatre, televisió i cinema, de Niigata.
- Yoko Soumi (n. 1965), seiyu.
- Kazuyo Tsurumaki (n. 1966), animador, de Gosen.
- Akiko Yajima (n. 1967), seiyu, de Kashiwazaki.
- Hiroki Yagami (n. 1967), artista manga, de Kashiwazaki.
- Kazuto Nakazawa (n. 1968), animador.
- Takeshi Obata (n. 1969), artista manga, de la ciutat de Niigata.
- Etsushi Ogawa (n. 1969), artista manga.
- Rumi Kasahara (n. 1970), seiyu, d'Itoigawa.
- Nobuhiro Watsuki (n. 1970), artista manga, de Nagaoka.
- Kiriko Nananan (n. 1972), artista manga, de Tsubame.
- Daisuke Hirakawa (n. 1973), seiyu.
- Yoko Ishida (n. 1973), cantant, de la ciutat de Niigata.
- Daisuke Sakaguchi (n. 1973), seiyu, de Kashiwazaki.
- Hitomi Nabatame (n. 1976), seiyu, de l'illa Sado.
- Ryo Hirohashi (n. 1977), seiyu, de Nagaoka.
- Ayan Sasagawa (n. 1983), seiyu.
- Makoto Ogawa (n. 1987) i Koharu Kusumi (n. 1992), membres del grup juvenil J-pop Morning Musume, originàries de Kashiwazaki i Nagaoka, respectivament.